# 40134 Marsili
40134 Marsili è un asteroide della fascia principale. Scoperto nel 1998, presenta un'orbita caratterizzata da un semiasse maggiore pari a 2,7357967 UA e da un'eccentricità di 0,2676278, inclinata di 24,10641° rispetto all'eclittica.